# 昂谢 (维埃纳省)
昂谢（法語：Anché，法語發音：[ɑ̃ʃe] ⓘ）是法国新阿基坦大区维埃纳省的一个市镇，位于该省南部，属于蒙莫里永区。

## 地理
昂谢（46°20'39"N, 0°15'52"E）面积16.23 平方千米，位于法国新阿基坦大区维埃纳省，该省份为法国中西部省份，北起曼恩-卢瓦尔省和安德尔-卢瓦尔省，西接德塞夫勒省，南至夏朗德省，东南接上维埃纳省，东临安德尔省。
与昂谢接壤的市镇（或旧市镇、城区）包括：尚帕涅圣伊莱尔、马尔奈、维沃讷、武隆、普瓦图地区瓦朗斯。

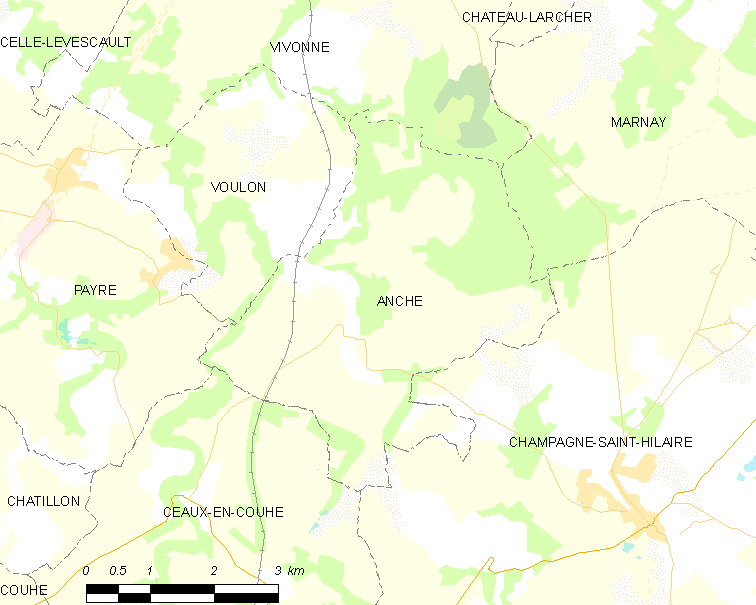
的OSM定位图

昂谢的时区为UTC+01:00、UTC+02:00（夏令时）。

## 行政
昂谢的邮政编码为86700，INSEE市镇编码为86003。

## 政治
昂谢所属的省级选区为吕西尼昂县。

## 人口

1962-2008年间人口变化图示

昂谢于2022年1月1日时的人口数量为329人。